# Construcció medieval del carrer Galileu, 21 (la Sénia)
La Construcció medieval del carrer Galileu, 21 és una obra de la Sénia (Montsià) protegida com a Bé Cultural d'Interès Local.

## Descripció
El nucli històric de la Sénia se situa al llarg d'una cinglera sobre el riu Sénia. L'eix principal és el carrer Major. D'aquest surten quatre carrerons sense sortida. La part oest quedava protegida pel desnivell natural de terreny i la part est pel reforçament dels murs atalussats posteriors de les cases. Originalment el recinte tenia tres portes, però no se'n conserva cap testimoni. La porta principal estava situada a l'extrem oriental del carrer Major, al sector de l'actual plaça de l'Església. La segona, seria a mitja alçada del carrer principal, al sector anomenat el Portalet, en la connexió amb l'actual carrer del Carme. El tercer portal connectava l'actual carrer Cardenal Cisneros, anomenat popularment carrer de la Presó,
El carrer Galileu està situat a la cara externa de la muralla medieval de la Sénia.
Part dels murs medievals de tancament de la població han quedat integrats a les edificacions que s'han anat construint. El perímetre murat de l'extrem del carrer Galileu se situa damunt del cingle del riu Sénia i està integrat en un immoble que està en estat ruïnós situat en els carrers Galileu, 21 i Major, 60. Els elements que es declaren BCIL són els murs N i W del cos principal de l'edifici, aquest darrer amb una espitllera integrada i el perímetre del basament exterior situat a l'extrem del cingle. El mur N que mira al carrer Galileu en part és atalussat, com altres sectors de les cases veïnes del mateix carrer. És clar que les portes i finestres obertes en aquest mur són posteriors a la construcció original. La base de tot aquest tram de muralla té un gruix d'un metre i mig excepte en els punts en què ha estat rebaixat. En aquest sector hi podria haver hagut una torre.

## Història
La ubicació del nucli primerenc de la Sénia es remunta als primers anys de la conquesta cristina. L'any 1195 apareix documentat un vilar amb el nom de la Sénia tot i que no es pot assegurar que la seva situació coincideixi amb l'actual població. Les cartes de població de 1232 i 1236 si que es poden identificar amb el nucli actual. Aquest sembla haver patit molt poques transformacions des d'època medieval. En els murs posteriors de les cases del carrer Major que donen el carrer Galileu es posa de manifest, gràcies a les obertures fetes modernament, el gruix dels murs i també els talussos.